# 拉萨河
拉萨河（藏語：སྐྱིད་ཆུ་，威利转写：skyid chu）位于西藏自治区，藏语称为吉曲。是雅鲁藏布江最大的支流。全长568千米，流域面积约为32871平方千米。
发源于嘉黎县北部念青唐古拉山中段北麓彭措拉孔马沟，源头海拔约5283米，向西北流，经彭措怕尔玛和鼓措卧玛两小湖，流入澎措（Pum Co）。出澎措后称麦地藏布，向西流，进入那曲市色尼区，再折向南流回嘉黎县，在嘉黎县措多乡古塘村附近与拉萨河左岸支流麦曲汇合后改称色绒藏布，向西南流经当雄县、林周县交界处有右岸支流桑曲汇入，从此改称热振藏布，在林周县旁多乡与右岸支流拉曲（乌鲁龙曲；Urlung Qu）汇合后始称拉萨河，向东南流入墨竹工卡县、经达孜区、拉萨市城关區、堆龙德庆區，至曲水县汇入雅鲁藏布江。
在拉萨市附近的拉萨河段，建有青藏铁路的拉萨河大桥。主要支流有：麦曲、桑曲、拉曲、学绒藏布及堆龙曲等。
河流源头至支流桑曲汇入口为上游、桑曲汇入口至墨竹玛曲汇入口为中游、墨竹玛曲汇入口至河口处为下游。
拉萨河建成旁多水利枢纽(160MW)、直孔水电站(100MW)。